# HTTP 404
Fejlmeddelelsen HTTP 404 angiver at man har forsøgt at komme til en webside, der ikke eksisterer, typisk fordi man har tastet forkert eller fulgt et gammelt (hyper)link til en nedlagt side. Fejlen kaldes et dødt link. 
I tilfældet af at resursen (websiden), der bliver forsøgt tilgået, ikke eksisterer, kan webudvikleren vælge at præsentere en side der forklarer at resursen ikke eksisterer og sende en OK-kode (HTTP 200).
Dette er blevet kaldt en "blød" 404-fejl.
Nummeret som fejlkode er almindelig kendt af web-generationerne, således at det kan benyttes i memer.